# Viola capillaris
Viola capillaris är en violväxtart som beskrevs av Christiaan Hendrik Persoon. Viola capillaris ingår i släktet violer, och familjen violväxter.

## Underarter
Arten delas in i följande underarter:
- V. c. araucana
- V. c. dumetorum